# Chris Lebeau

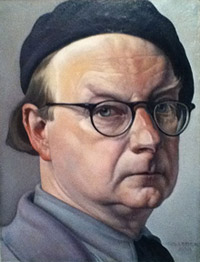
Chris Lebeau (Selbstporträt 1935)

Chris Lebeau, eigentlicher Name: Joris Johannes Christiaan Lebeau (* 26. Mai 1878 in Amsterdam; † 2. April 1945 im Konzentrationslager Dachau), war ein niederländischer Künstler, Kunstlehrer, Theosoph und Anarchist.

## Leben
Chris Lebeau wurde als viertes Kind in einer Arbeiterfamilie geboren. Sein Vater Jacques Charles Lebeau, ein überzeugter Sozialist, war unter anderem Maschinist und Ladenbesitzer. Chris Lebeau, geboren in einer Kellerwohnung und aufgewachsen in einer finanziell armen Familie, half in seiner Jugend seinem Vater bei dem Verkauf der anarchistischen Zeitschrift Recht voor Allen („Recht für alle“). Seine Mutter Grietje Scholte konnte mit Näharbeiten zu einem bescheidenen Nebenverdienst für die Familie beitragen. Durch die sozialistische Überzeugung und den Straßenverkauf von Recht voor Allen musste sein Vater, der dem Alkohol zugetan war, öfters den Beruf wechseln. Auch wurden öfters die Fensterscheiben der Wohnung der Familie demoliert. Chris Lebeau war sein Leben lang Abstinenzler, Vegetarier, Nichtraucher und trank keinen Kaffee oder Tee.

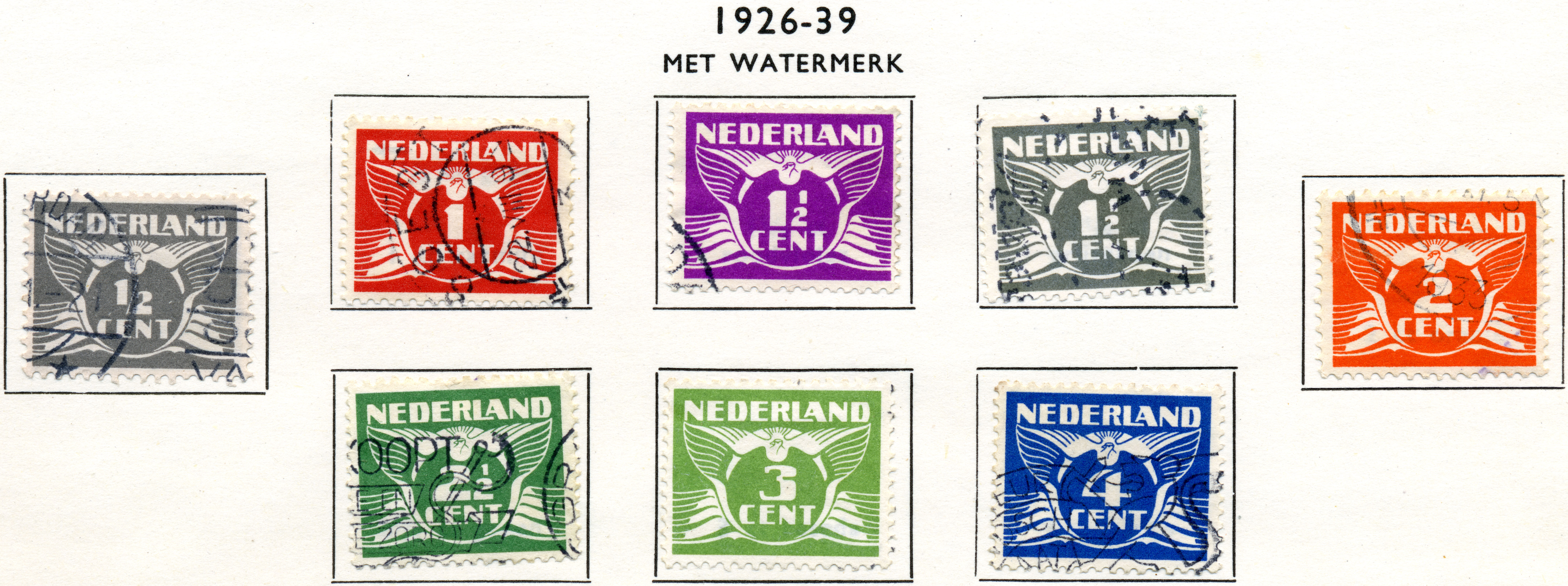
Von Lebeau gestaltete niederländische Briefmarken, im Umlauf 1926–1939

Selbst nannte er sich einen „religieuze Anarcho-Communist“ (wörtlich: religiösen Anarchokommunist). Seine religiöse Weltanschauung basierte nicht auf dem christlichen Anarchismus, wie zum Beispiel bei den niederländischen Anarchisten Lodewijk van Mierop und Felix Ortt, sondern auf der Theosophie. An der theosophischen Schule Vâhanaschool wurde er von J.L.M. Lauweriks und K.P.C. de Bazel als Künstler und Theosoph für den Rest seines Lebens beeinflusst.
Für Lebeau waren Selbstentwicklung („zelfsontploiing“), Selbstständigkeit („zelfswerkzaamheid“) und freie Meinungsäußerung von großer Bedeutung. Die freie Meinungsäußerung vertrat er unter allen Umständen als Lehrer sowie während seiner Gefangenschaft gegenüber den Nationalsozialisten.
Von 1892 bis 1895 nahm er Zeichenunterricht an der „Amsterdamse Kunstnijverheid Tekenschool“ (etwa: Amsterdamer Zeichenschule für Kunstgewerbe) und von 1895 bis 1898 an der „Rijksschool voor Kunstnijverheid“ (Staatliche Schule für das Kunstgewerbe).
Lebeau wurde als vielseitiger Künstler angesehen. Er entwarf unter anderem Dessins für die Leinenfabrik „van Diesel“ in Eindhoven und für die „Glasfabrik Leerdam“. Entwürfe für Tongefäße bei der Fabrik „Amphora“ in Oegstgeest, darüber hinaus für Tapeten, Briefmarken, Buchumschläge, Kataloge sowie Dekors für Theater, außerdem fertigte er Holzschnitte und Skulpturen an. Als Künstler, beeinflusst durch C.A. Lion Cachet, blieb er dem Jugendstil Art Nouveau bis in die 1930er Jahre treu.

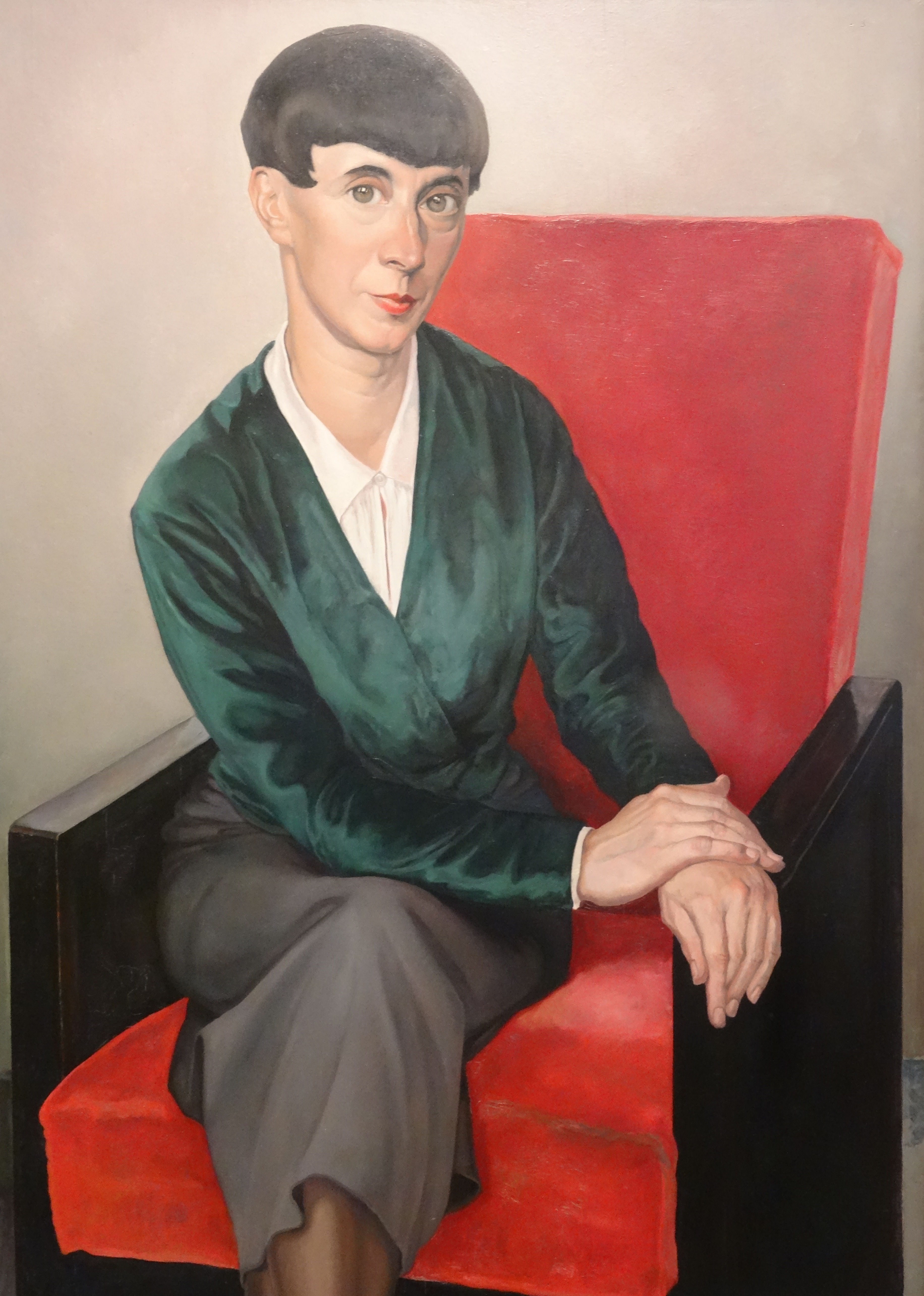
Porträt Hannah Höch (1933)
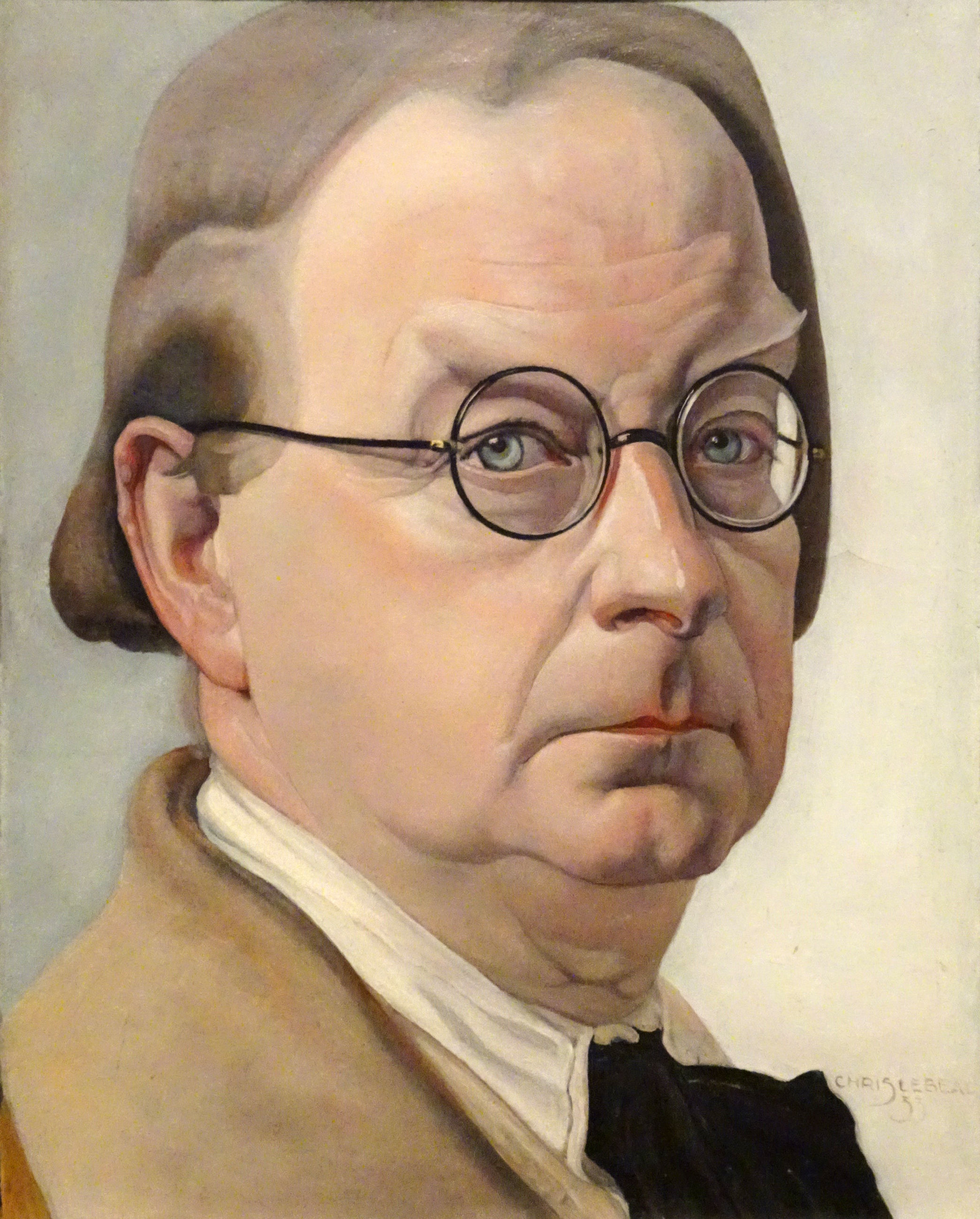
Selbstporträt (1933)
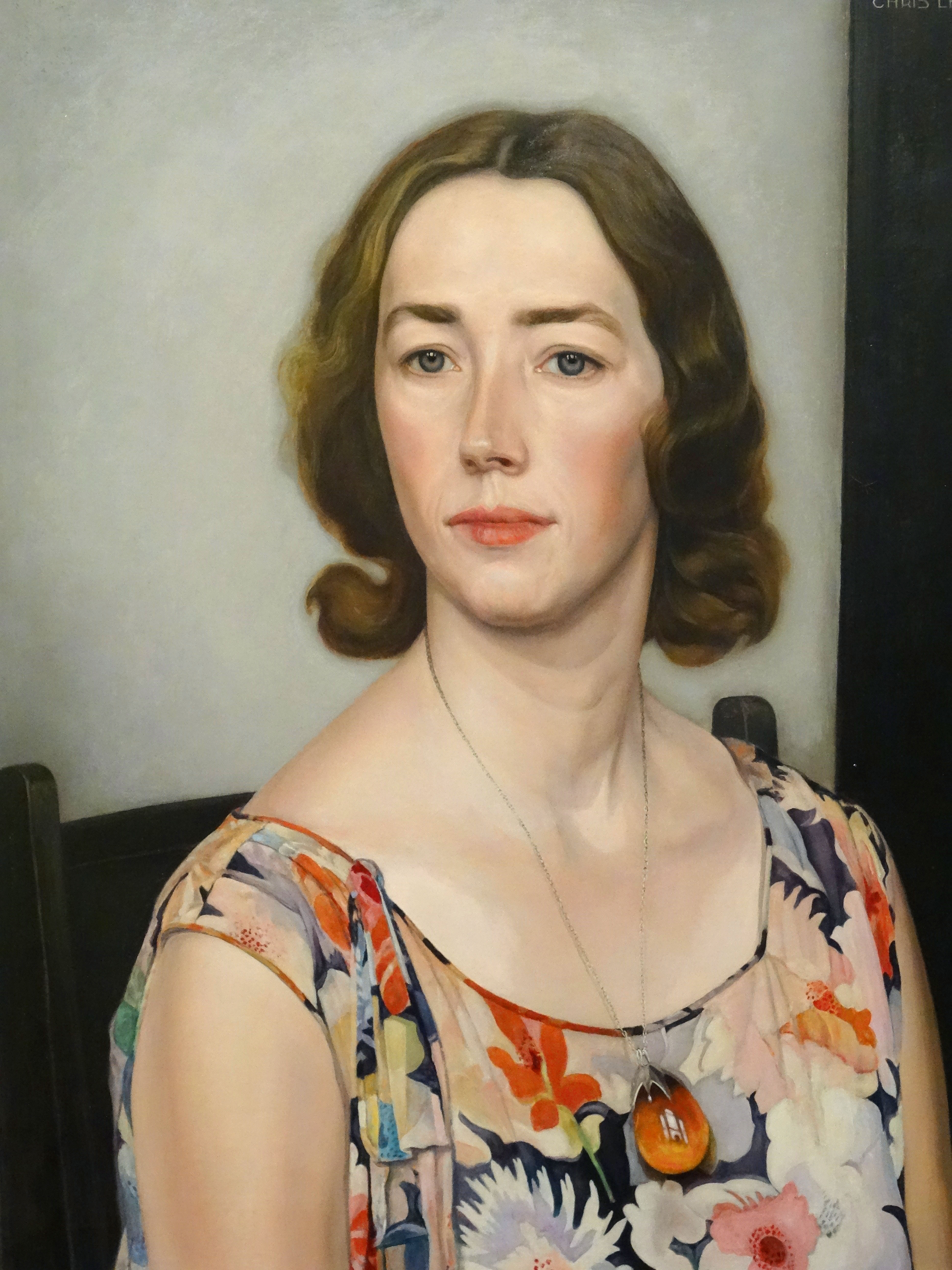
Porträt Sixta Heddema (1936)

Als Lehrer arbeitete er an einer Fachschule für das Kunstgewerbe im Stadtteil Jordaan in Amsterdam und von 1904 bis 1914 an der School vor Kunstnijverheid („Schule für das Kunstgewerbe“) in Haarlem. Mit den Lehrlingen von der Schule für Kunstgewerbe ging er regelmäßig zum Zoo Artis, um Natur- und Tierzeichnungen zu machen.
1908 arbeitete er kurzfristig in Antwerpen und nach 1914 für sechs Monate mit einer Theatergruppe in Niederländisch-Indien. Ebenfalls war er in Frankreich tätig. 1900 führte er auf der Weltausstellung in Paris die Batik ein, die in dieser Zeit in Europa nahezu unbekannt war. Er besuchte Veranstaltungen von Anarchisten und Antimilitaristen. Für die Zeitschrift De Wapens Neder von der Internationalen Anti-Militaristische Vereeniging (IAMV) („Internationale Antimilitaristische Vereinigung“) zeichnete Lebeau Illustrationen, Karikaturen und Plakate. Ebenfalls für die anarchistischen Zeitschriften De Maker und Bevrijding.
Für die Anarchisten Bart de Ligt entwarf er ein Exlibris und ein Porträt für Albert de Jong. Einige Antimilitaristische Briefmarken, die er gestaltete, wurden niemals gedruckt. Im Gegensatz dazu war die Briefmarke Vliegende Postduif („Fliegende Posttaube“) von 1924 sein meistverbreitetes Werk. Die Marke wurde lange bis nach dem Zweiten Weltkrieg in verschiedenen Ausführungen gedruckt. Auch arbeitete Lebeau mit Wandgemälden, Landschaftsmalereien, Selbstporträts und Zeichnungen.
„Er zeichnete Porträts, Figuren und Dünenlandschaften mit Materialien wie Gold- und Silberstiften. Lebeau verfügte über große technische Kenntnisse und gab diese gerne an Freunde und Künstler weiter; so half er Jan Mankes, Dirk Nijland und Anton Pieck.“ Lebeau galt als vielseitigster und produktivster Künstler seiner Zeit. (Rudolf de Jong). Im Drents Museum in Assen, im British Museum, im Rijksmuseum Eindhoven und im Glasmuseum Leerdam sind Werke von ihm ausgestellt.
Nachdem die Nationalsozialisten in Deutschland an die Macht gekommen waren, ging Lebeau eine Scheinehe mit einer jüdischen Frau ein, die vor den Nazis geflüchtet war. Im November 1943 wurden beide verhaftet mit der Begründung, sie hätten jüdischen Niederländern ihre Hilfe angeboten. Lebeau übernahm alle Verantwortung, wodurch seine Frau freikam. Er selbst wäre ebenfalls aus dem Gefängnis entlassen worden, wenn er zugesagt hätte, in Zukunft auf illegale Aktivitäten wie das Fälschen von Dokumenten zu verzichten. Lebeau lehnte dies ab und wurde im Februar 1944 nach Kamp Vught gebracht. Im Mai 1944 kam er in das Konzentrationslager Dachau. Auch hier blieb er Vegetarier, gab zum Teil sein Essen an Mitgefangene und weigerte sich zum Beispiel, Suppe zu essen, weil er annahm, es wäre Fleisch darin. Er starb in Dachau an Typhus.
Chris Lebeau war zweimal verheiratet, 1902 (bis 1919) mit Anna M. Leverington und 1935 mit Ilse Ruth Voigt. 1932 lebte er in wilder Ehe mit Maria Sofia Herman zusammen. Er war Vater einer Tochter.

## Werke von Lebeau in der Fredericus en Odulfuskerk, Leiden

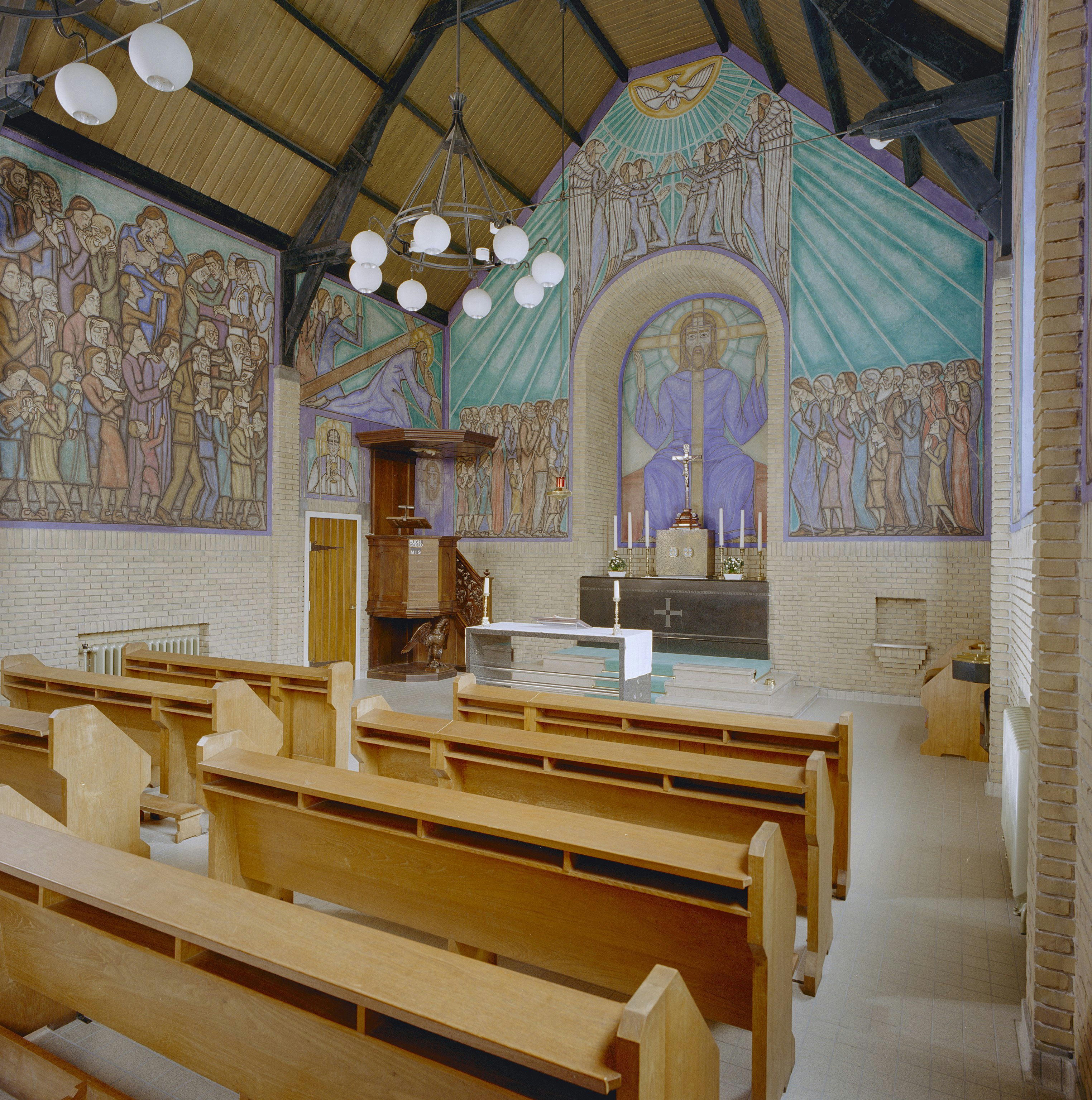
Blick zum Altar
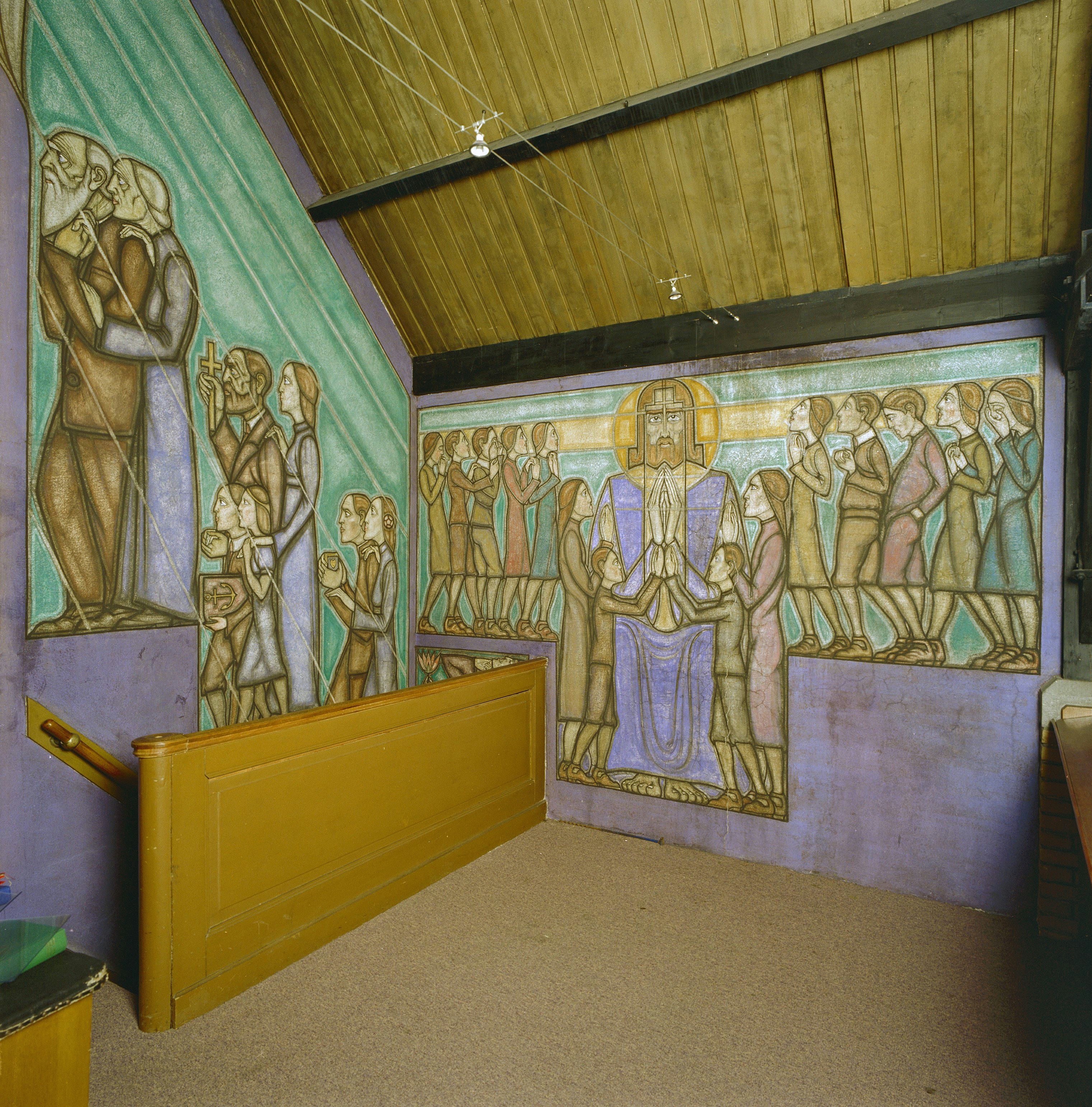
Seitenwand
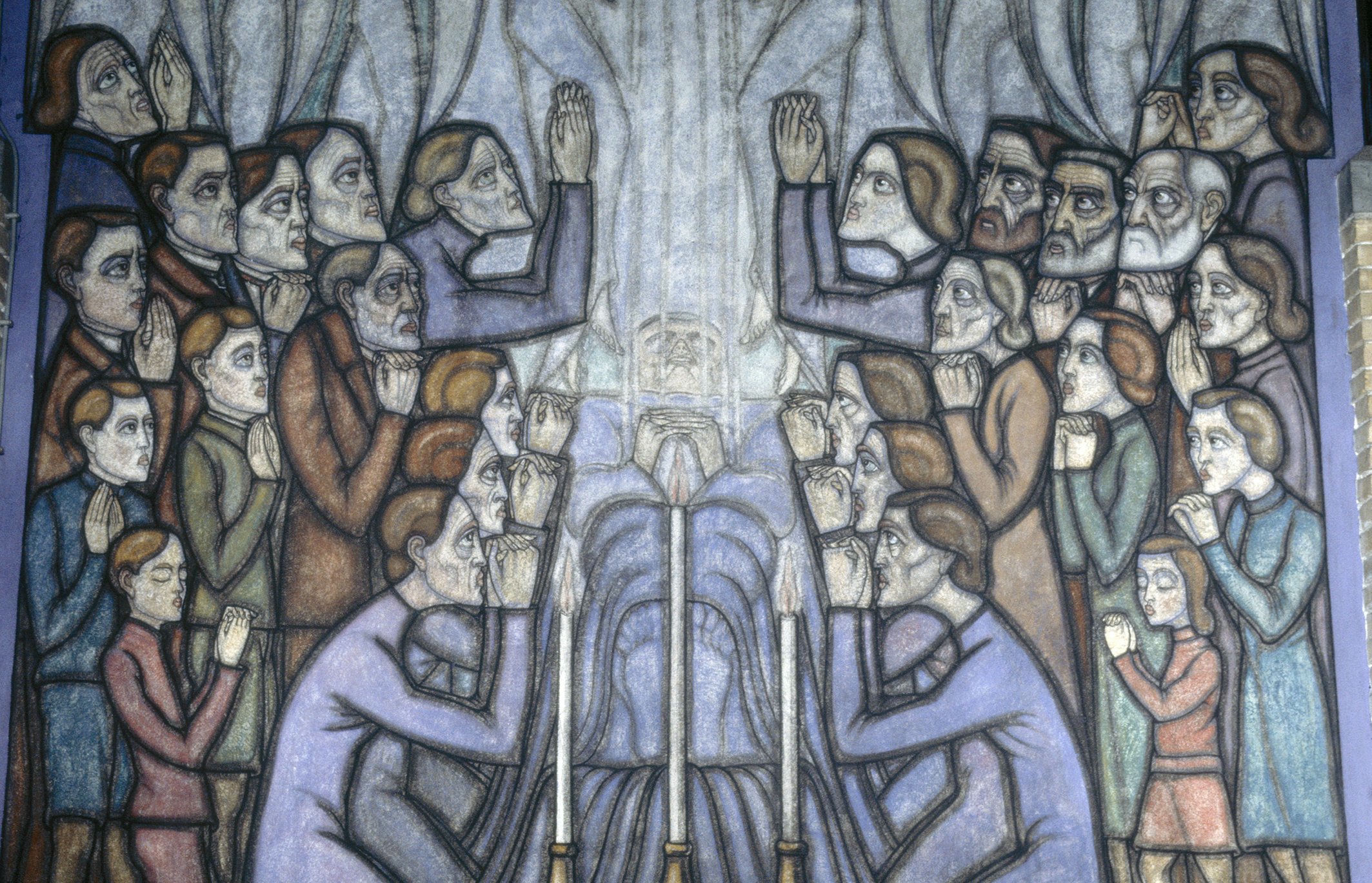
Bleiglasfenster
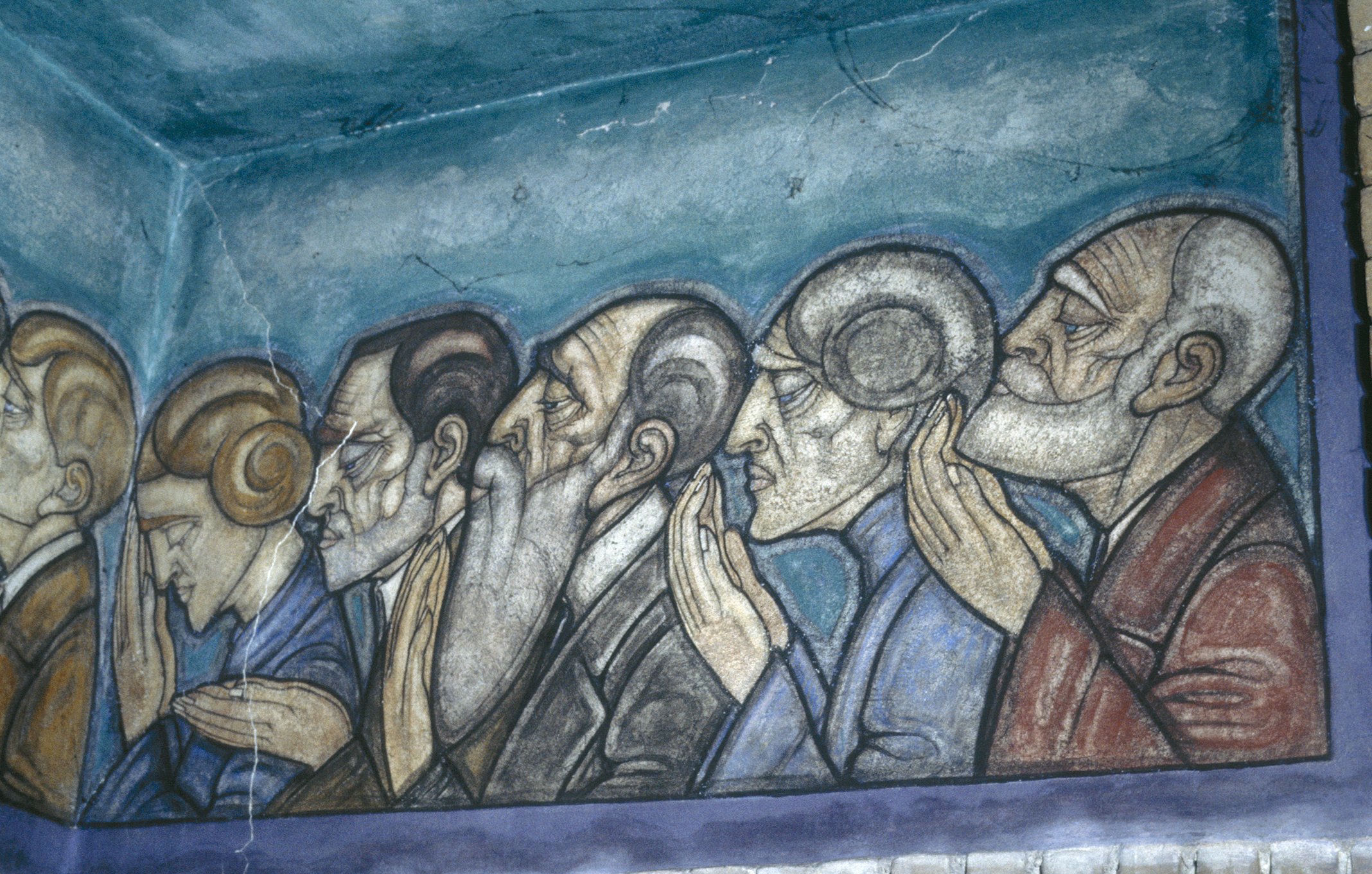
Betende
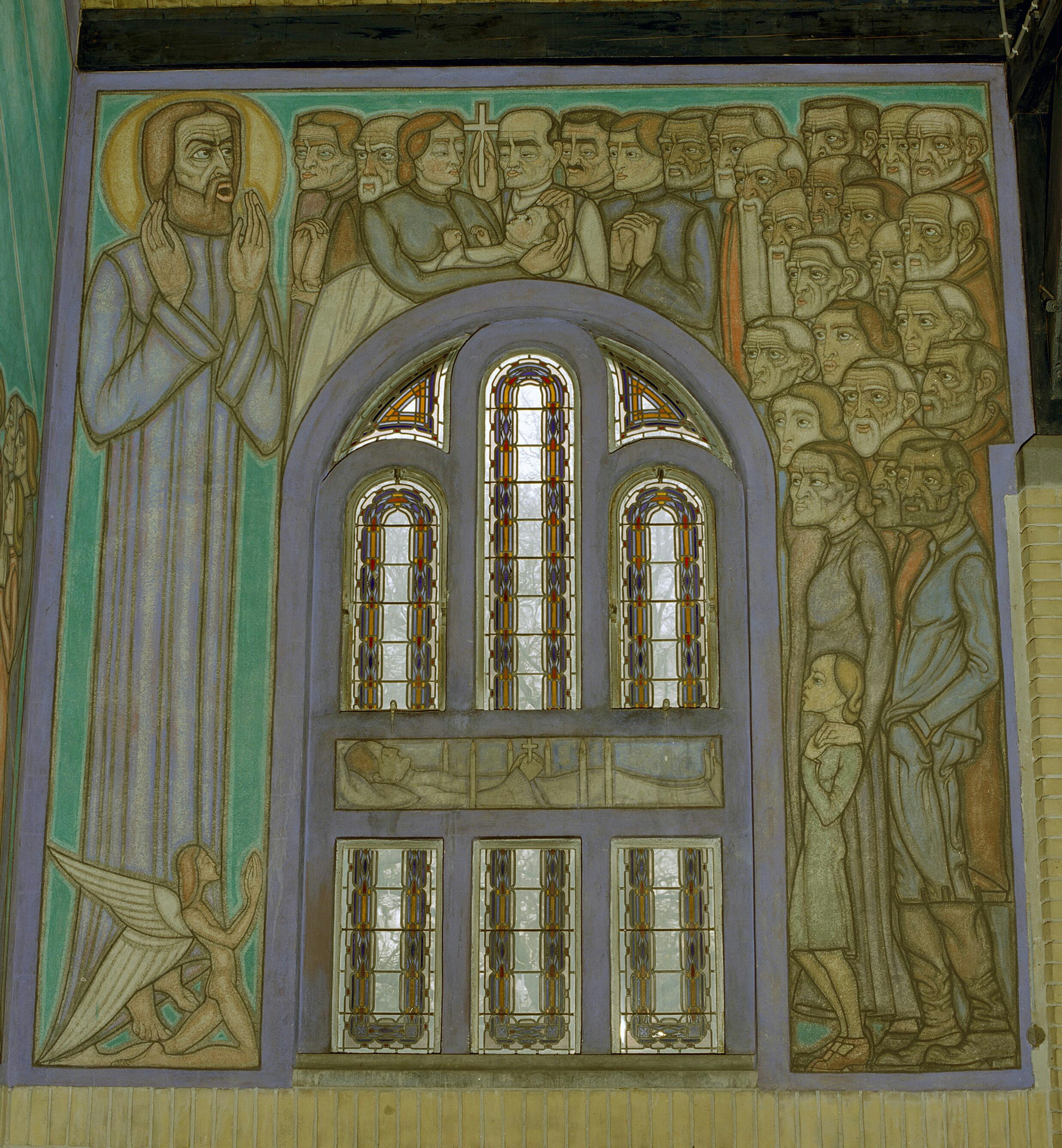
Der Evangelist Matthäus
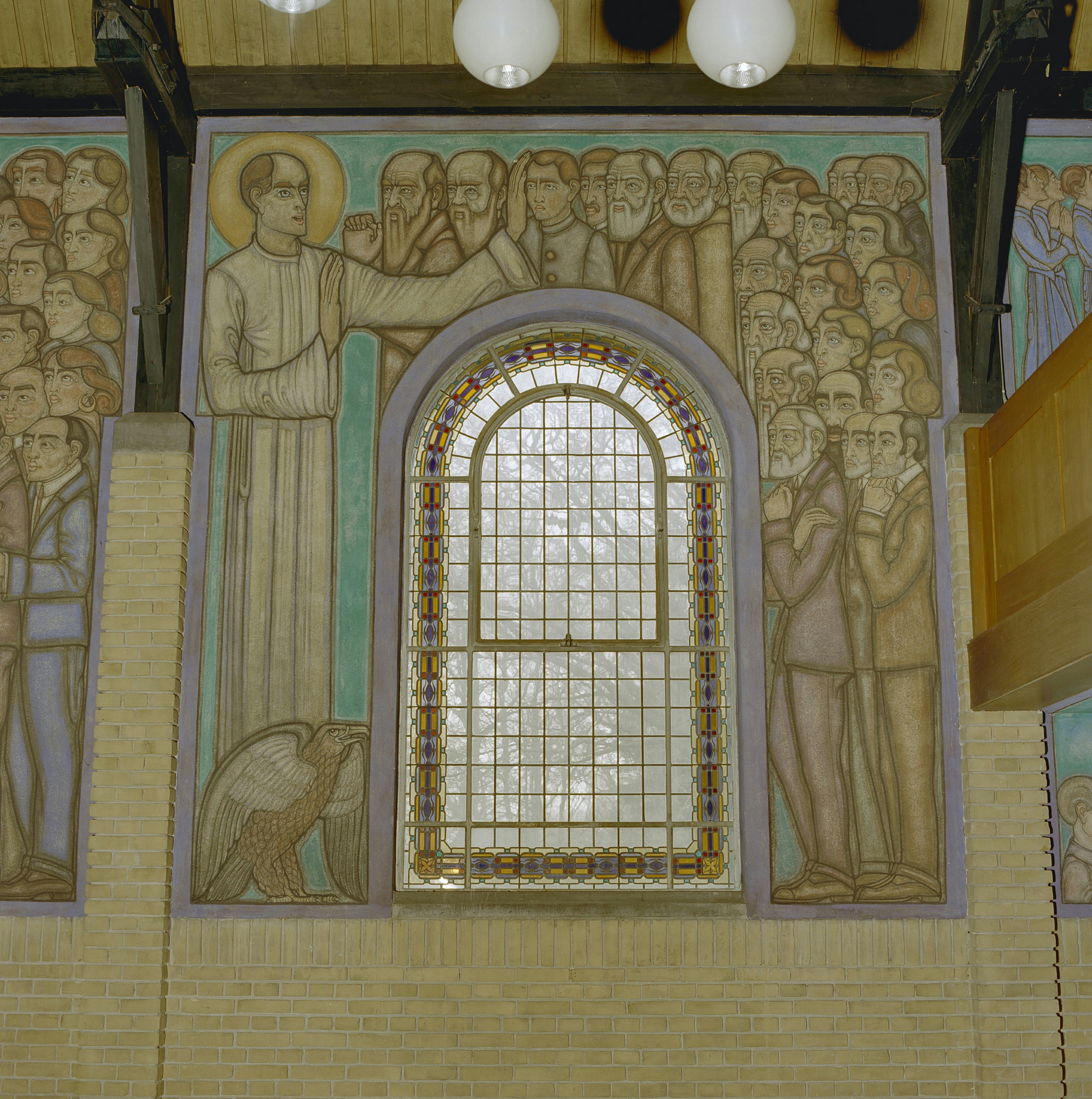
Der Evangelist Johannes